# Elatostema paxii
Elatostema paxii är en nässelväxtart som beskrevs av Franz Reinecke. Elatostema paxii ingår i släktet Elatostema och familjen nässelväxter. Inga underarter finns listade i Catalogue of Life.